# プヂン
プヂンは、ブラジルのプリン。卵、牛乳、小麦粉、コンデンスミルク、ココアパウダー、サラダ油、水、湯を使ったりして作られる。「プヂン」は、ポルトガル語で「プリン」の意味をもつ。ブラジルでは定番のおやつである。

## 起源
駐日ブラジル大使館によると、諸説あるが、16世紀にポルトガルの修道院で作られたものを元にして、ポルトガルからブラジルに植民したことで伝わったという説がある。その後、ブラジル人の誰も知るような、ブラジルの家庭では定番のおやつとなった。

## 特徴
ドーナツ型で2層が重なり合い、断面が見えるプリンである。ブラジルでは2層ではなくプリン生地のみのタイプが一般的である。日本では2023年に「どこか懐かしい味わい」であるとSNSなどでトレンドとなった。ブラジルではココア味のケーキとプヂンを合わせた「ボーロ・デ・プヂン＝プリンケーキ」というものがあり、日本で話題となったのはこの2層のタイプである。
生地に同量の牛乳とコンデンスミルクを使用することで、しっかりとした甘さと食感があり、濃厚さが特徴となっている。プヂン生地部分はスプーンですくう際に弾力を感じるほどの食感となっている。

## 調理
ブラジルではプヂン専用の型を使用して製作される。日本ではエンゼル型が似ている形とされる。丸型やパウンド型やココットでも作ることが可能。